# Robert Troup

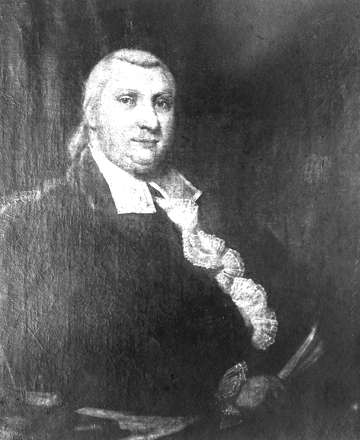
Robert Troup (Ralph Earl, 1786)

Robert Troup (* 1757 in Elizabethtown, Provinz New Jersey; † 14. Januar 1832 in New York City) war ein US-amerikanischer Bundesrichter, Offizier im Amerikanischen Unabhängigkeitskrieg und Freund vom Gründervater Alexander Hamilton. Er ist eine bedeutende Primärquelle für Hamiltons frühes Leben, über das nur wenig bekannt ist.

## Leben
Robert Troup wurde 1757 in Elizabethtown, dem heutigen Elizabeth, geboren. Seine Eltern waren wahrscheinlich Robert Troup, ein Freibeuter während des French and Indian War, und Elinor Bisset. Er studierte am Kings College Rechtswissenschaften. Dort traf er auch Alexander Hamilton, mit dem er eine lebenslange Freundschaft bildete. Seine Aufzeichnungen über Hamilton sind bis heute relevant für die geschichtlichen Forschungen. Nach dem Ausbruch des Amerikanischen Unabhängigkeitskrieges meldete er sich zusammen mit vielen seiner Kommilitonen freiwillig zur Kontinentalarmee. Sie dienten in der Kompanie der „Corsicans“, die später zu „Hearts of Oak“ umbenannt wurde. Im August 1776 hielt er den Posten eines Lieutenant und wurde am 27. August 1776, also kurz vor der Schlacht von Long Island, gefangen genommen. Drei Monate lang wurde er auf dem Schiff Mentor und dann im Provost Prison in New York City gefangen gehalten. Nachdem er am 9. Dezember ausgetauscht wurde, hielt er den Posten des Major unter Horatio Gates. Bald wurde er zum Lieutenant Colonel befördert. In diesem Posten diente er im Saratoga-Feldzug und war Augenzeuge der Kapitulation von John Burgoyne. Er wurde 1778 Sekretär im neu gegründeten Board of War, später im Board of the Treasury. Von diesem Posten trat er im Februar 1780 zurück, weil er 9000 $ wegen einer persönlichen finanziellen Notlage veruntreut hatte. Darauf führte er bei William Paterson und Thomas Smith eine Anwaltslehre durch, worauf er 1782 eine Anwaltspraxis in Albany eröffnete, die er später nach New York verlegte. Etwa 1791 begann er eine Partnerschaft mit Richard Harrison.
Nachdem John Laurance, Richter am Bundesbezirksgericht für New York, 1796 gestorben war, schlug Präsident George Washington Robert Troup am 9. Dezember als dessen Nachfolger vor. Am nächsten Tag wurde er vom Senat der Vereinigten Staaten bestätigt. Am 4. April 1798 trat er wieder zurück, sein Nachfolger wurde John Sloss Hobart. Troup praktizierte erneut als Anwalt bis 1804. Von 1801 bis zu seinem Tod arbeitete er für den Briten William Pulteney als Verwalter seiner Ländereien in den USA.